# Кузьминське (зупинний пункт)
Кузьминське (до 2024 року — 96-й кілометр) — пасажирський залізничний зупинний пункт Конотопської дирекції залізничних перевезень Південно-Західної залізниці.
Через платформу курсують дизель-поїзди сполученням Семенівка — Терещенська.